# Amiens SC
Amiens Sporting Club ali na kratko Amiens SC, oziroma Amiens je francoski nogometni klub iz mesta Amiens. Ustanovljen je bil leta 1901 in trenutno igra v Ligue 2, drugi francoski nogometni ligi.
Amiens je večino časa svojega obstoja igral v regionalnih ligah, s katerih ima 4 naslove prvaka divizije departmaja Nord (1924, 1927, 1957, 1963) in 2 naslova prvaka regije Pikardije (1920, 1921). Med letoma 2001 in 2009 je igral v drugi francoski ligi, bil nato relegiran in se v sezoni 2016/17 ponovno vrnil v 2. ligo. V slednji sezoni je postal podprvak in tako v sezoni 2017/18 prvič igra v 1. ligi. Ima pa tudi 11 naslovov prvaka USFSA Lige v Pikardiji in 1 naslov podprvaka Pokala Francije (2001). Vidnejših evropskih dosežkov še nima.
Domači stadion Amiensa je Stade de la Licorne, ki sprejme 12.097 gledalcev. Barva dresov je bela. Vzdevek nogometašev je Les Licornes ("Samorogi").